# Top Model (Ba Lan mùa 6)
Mùa thứ sáu của Top Model được dựa trên chương trình America's Next Top Model của Tyra Banks, các thí sinh Ba Lan cạnh tranh với nhau trong một loạt các thử thách để xác định ai sẽ giành được danh hiệu Top Model Ba Lan tiếp theo.
Joanna Krupa cũng là giám khảo chính, và trở lại làm người dẫn chương trình mùa thứ sáu. Các giám khảo khác bao gồm nhà thiết kế thời trang Dawid Woliński, đạo diễn chương trình thời trang Kasia Sokołowska và nhiếp ảnh gia Marcin Tyszka. Đây là mùa thứ ba của chương trình có sự góp mặt của các thí sinh nam như mùa 4 và 5.
Giải thưởng của mùa này gồm một hợp đồng với Avant Models, lên ảnh bìa bìa tạp chí Glamour Ba Lan, và giải thưởng tiền mặt trị giá 100.000zł.
Điểm đến quốc tế trong mùa này là Madrid và Eilat.
Người chiến thắng cuộc thi là Patryk Grudowicz, 19 tuổi, đến từ Ostróda.

## Các thí sinh
(Tuổi tính từ ngày dự thi)
| Thí sinh | Thí sinh          | Tuổi | Chiều cao               | Quê quán         | Bị loại ở | Hạng |
| -------- | ----------------- | ---- | ----------------------- | ---------------- | --------- | ---- |
|          | Kamil Popławski   | 19   | 1,80 m (5 ft 11 in)     | Opole            | Tập 4     | 15   |
|          | Zuza Matysiak     | 19   | 1,84 m (6 ft 1⁄2 in)    | Mrągowo          | Tập 5     | 14   |
|          | Mariusz Tomczak   | 24   | 1,97 m (6 ft 5+1⁄2 in)  | Rokietnica       | Tập 6     | 13   |
|          | Sasza Muzheiko    | 22   | 1,87 m (6 ft 1+1⁄2 in)  | Hrytsiv, Ukraina | Tập 7     | 12   |
|          | Ola Zbinkowska    | 21   | 1,74 m (5 ft 8+1⁄2 in)  | Wrocław          | Tập 7     | 11   |
|          | Mateusz Zapotocki | 20   | 1,82 m (5 ft 11+1⁄2 in) | Przemyśl         | Tập 8     | 10   |
|          | Kamila Warzecha   | 18   | 1,73 m (5 ft 8 in)      | Opole            | Tập 9     | 9    |
|          | Mateusz Mill      | 21   | 1,88 m (6 ft 2 in)      | Jarosław         | Tập 10    | 8    |
|          | Adam Niedźwiedź   | 22   | 1,85 m (6 ft 1 in)      | Katowice         | Tập 11    | 7    |
|          | Ada Daniel        | 21   | 1,76 m (5 ft 9+1⁄2 in)  | Mielec           | Tập 11    | 6    |
|          | Natalia Karabasz  | 19   | 1,76 m (5 ft 9+1⁄2 in)  | Wałcz            | Tập 12    | 5    |
|          | Daniel Tracz      | 18   | 1,88 m (6 ft 2 in)      | Jordanów Śląski  | Tập 12    | 4    |
|          | Daria Zhalina     | 20   | 1,80 m (5 ft 11 in)     | Kaliningrad, Nga | Tập 13    | 3    |
|          | Ewa Niespodziana  | 18   | 1,82 m (5 ft 11+1⁄2 in) | Wągrowiec        | Tập 13    | 2    |
|          | Patryk Grudowicz  | 19   | 1,88 m (6 ft 2 in)      | Ostróda          | Tập 13    | 1    |

## Thứ tự gọi tên
| 1  | Kamil       | Patryk     | Adam       | Daria      | Ewa Mateusz M. | Patryk     | Daniel     | Daniel     | Daria   | Daria   | Patryk  | Patryk | Patryk |  |  |  |  |  |  |  |  |  |  |  |
| 2  | Ada         | Ola        | Patryk     | Mateusz M. | Ewa Mateusz M. | Daria      | Daria      | Natalia    | Natalia | Patryk  | Daria   | Ewa    | Ewa    |  |  |  |  |  |  |  |  |  |  |  |
| 3  | Ola         | Daniel     | Daria      | Natalia    | Adam           | Kamila     | Ewa        | Patryk     | Ada     | Natalia | Natalia | Daria  |        |  |  |  |  |  |  |  |  |  |  |  |
| 4  | Mateusz M.  | Daria      | Sasza      | Kamila     | Daniel         | Ewa        | Patryk     | Ada        | Patryk  | Daniel  | Ewa     |        |        |  |  |  |  |  |  |  |  |  |  |  |
| 5  | Mateusz Z.  | Mateusz Z. | Mateusz Z. | Ada        | Patryk         | Daniel     | Ada        | Adam       | Ewa     | Ewa     | Daniel  |        |        |  |  |  |  |  |  |  |  |  |  |  |
| 6  | Sasza       | Sasza      | Ada        | Daniel     | Ada            | Mateusz M. | Mateusz M. | Daria      | Daniel  | Ada     |         |        |        |  |  |  |  |  |  |  |  |  |  |  |
| 7  | Kamila      | Zuza       | Daniel     | Patryk     | Natalia        | Adam       | Adam       | Ewa        | Adam    |         |         |        |        |  |  |  |  |  |  |  |  |  |  |  |
| 8  | Natalia     | Ada        | Ola        | Mateusz Z. | Daria          | Ada        | Natalia    | Mateusz M. |         |         |         |        |        |  |  |  |  |  |  |  |  |  |  |  |
| 9  | Mariusz     | Ewa        | Natalia    | Adam       | Mateusz Z.     | Natalia    | Kamila     |            |         |         |         |        |        |  |  |  |  |  |  |  |  |  |  |  |
| 10 | Daria       | Natalia    | Mateusz M. | Ola        | Kamila         | Mateusz Z. |            |            |         |         |         |        |        |  |  |  |  |  |  |  |  |  |  |  |
| 11 | Patryk      | Adam       | Mariusz    | Ewa        | Ola            |            |            |            |         |         |         |        |        |  |  |  |  |  |  |  |  |  |  |  |
| 12 | Ewa         | Kamila     | Kamila     | Sasza      | Sasza          |            |            |            |         |         |         |        |        |  |  |  |  |  |  |  |  |  |  |  |
| 13 | Zuza        | Mateusz M. | Ewa        | Mariusz    |                |            |            |            |         |         |         |        |        |  |  |  |  |  |  |  |  |  |  |  |
| 14 | Adam Daniel | Mariusz    | Zuza       |            |                |            |            |            |         |         |         |        |        |  |  |  |  |  |  |  |  |  |  |  |
| 15 | Adam Daniel | Kamil      |            |            |                |            |            |            |         |         |         |        |        |  |  |  |  |  |  |  |  |  |  |  |

     Thí sinh được miễn loại
     Thí sinh bị loại
     Thí sinh bị loại ngoài ban giám khảo
     Thí sinh ban đầu bị loại nhưng được cứu
     Thí sinh chiến thắng cuộc thi
1. ↑  Trong tập 1, 2 và 3 là các tập casting. Trong tập 3, nhóm thí sinh bán kết đã giảm xuống còn 15 thí sinh cuối cùng bước tiếp vào phần thi chính.
2. ↑  Trong tập 4, thí sinh thể hiện tốt nhất từ mỗi cặp trong buổi chụp hình sẽ được miễn loại.
3. ↑  Trong tập 7, Sasza bị loại ngoài buổi đánh giá vì có màn thể hiện kém nhất trong thử thách. Ngoài ra, thí sinh thể hiện tốt nhất từ mỗi cặp trong buổi chụp hình sẽ được miễn loại.
4. ↑  Trong tập 10, Ewa ban đầu bị loại nhưng được cố vấn Michał Piróg cứu cô trở lại cuộc thi.
5. ↑  Trong tập 11, Adam bị loại ngoài buổi đánh giá vì có màn thể hiện kém nhất trong thử thách.
6. ↑  Trong tập 12, có buổi loại trừ kép. Ewa, Daniel và Natalia rơi vào cuối bảng. Natalia là thí sinh đầu tiên bị loại, sau đó ban giám khảo chọn giữa Ewa và Daniel, Joanna đưa bức ảnh cuối cùng cho Ewa.

### Buổi chụp hình
- Tập 3: Tạo dáng theo nhóm trong nhiều chủ đề khác nhau (casting)
- Tập 4: Tạo dáng với những dụng cụ trong rạp xiếc
- Tập 5: Khỏa thân ở hồ bơi
- Tập 6: Tạo dáng với loài dịch bệnh trên đường ray
- Tập 7: Gây hòa bình không có chiến tranh
- Tập 8: Tạo dáng với thức ăn cùng với các thí sinh của Masterchef Junior Poland
- Tập 9: Bị bắt bởi cảnh sát
- Tập 10: Catalog; Ảnh tự nhiên với đồ lót
- Tập 11: Tạo dáng ở cối xay gió
- Tập 12: Haute Couture ở Madrid
- Tập 13: Ảnh bìa tạp chí Glamour ở Eilat; Ảnh quảng cáo cho trang sức APART